# جمعية التوعية الإسلامية
| \| جمعية التوعية الإسلامية \| \| \| |                   |
| الرئيس الحالي                       | الشيخ باقر الحواج |
| نائب الرئيس                         | محمد تقي الخنيزي  |
| تاريخ التأسيس                       | 1972              |
| جمعية التوعية الإسلامية             |                   |
| شعار جمعية التوعية الإسلامية        |                   |

جمعية التوعية الإسلامية تأسست رسمياً في عام 1972 على يد عدد من القيادات على رأسهم الشيخ عيسى أحمد قاسم والشيخ عبد الأمير الجمري والسيد عبد الله الغريفي وغيرهم. تعد أول وأكبر جمعية إسلامية في البحرين.

## النشأة والأهداف
في بداية السبعينات بدأت قوافل العلماء تتدفق على البلاد من النجف، وفي مقدمتهم سماحة الشيخ عيسى أحمد قاسم، والشيخ عبد الأمير الجمري والسيد عبد الله الغريفي، والشيخ عباس الريّس، وغيرهم الكثير.
وفي خضم هذه الفترة تقرر تنظيم، وتأطير الجهود الدينية ضمن جمعية رسمية لتستوعب الشباب من جميع مناطق البحرين.
بدأت الجمعية أعمالها في بيت متواضع وكان نشاطها محصوراً في إقامة الاحتفالات الدينية وتنمية مواهب الشباب في بعض الأعمال الفنية وصناعة البراويز وغيرها من الأنشطة المحلية التقليدية.
وفي مطلع السبعينيات بدأ أعضاء الجمعية يباشرون بناء المقر بعد حصولهم على التراخيص الرسمية. ويعتمد اعتماداً أساسياً على جهد الأعضاء بما فيهم علماء الدين وفي مقدمتهم الشيخ عيسى أحمد قاسم.

## المراكز والفروع واللجان
قامت الجمعية بافتتاح عدد من الفروع والمراكز وذلك من أجل استيعاب كامل المساحة الجغرافية للبحرين ومعظم الجنسيات منها:
- فرع مدينة حمد ويشتمل على مقر الفرع ومركزي الحسن المجتبى والإمام الهادي.
- فرع محافظة المحرق.
- مركز المعرفة الإسلامي لنشر مذهب أهل البيت بين الأجانب الناطقين باللغات المختلفة مثل (لإنكليزية والفلبينية والهندية.... إلخ)

## المشاريع والأنشطة الرئيسية

### مؤتمر الوحدة والثقافة الإسلامية
وهو مؤتمر سنوي يستمر لثلاث ليال ويوم واحد ويقام بمناسبة المولد النبوي ويشارك فيه نخبة من العلماء والأساتذة من داخل البحرين وخارجها ومن الطائفتين الشيعية والسنية.
ومن ضمن العلماء الذين شاركوا في هذا المؤتمر نذكر:
- مصباح اليزدي.
- محمد علي التسخيري.
- محمد علي الآصفي.
- عيسى أحمد قاسم.

### مشروع عاشوراء البحرين
حزمة من الأنشطة الإعلامية والفنية تهدف إلى نشر أهداف الثورة الحسينية والتعريف بها إلى أكبر قدر ممكن من الناس من أتباع المذاهب المختلفة والناطقين باللغات غير العربية.

### مشروع التوعية التعليمية
منذ تأسيس الجمعية أقامت مدرسة ابتدائية وإعدادية خاصة وقبل عام بدأت الجمعية بتدريس مستوى ما بعد التوجيهي ولديها نية للتوسع في هذا المجال سعياً لإنشاء كلية العلوم الإسلامية.

### مخيم بقية الله
يقام في عطلة الربيع من كل عام ويشارك فيه المئات من الأشبال والبالغين في برنامج اجتماعي وثقافي وترفيهي.

### رعاية الأيتام
تدير الجمعية برنامج لرعاية أكثر من 800 يتيم من البحرين، وأكثر من ألف يتيم من أيتام العراق.

### حملات الإغاثة الإنسانية
قامت الجمعية بالعديد من هذه الحملات لنجدة الشعب الفلسطيني والعراقي وزلزال بم في جمهورية إيران الإسلامية وغيرها.

### مشروع أهل البيت للاحتفالات المركزية
تناغماً مع تطلعات القيادات العلمائية تصدت الجمعية لهذا المشروع على مدى عامين.

### النشاط الإعلامي
المتمثل في المجلة الشهرية «مجلة التوعية» والموقع الإلكتروني islam.org.bh وغيره.

### الاستضافات
- الدمرادش العقالي.
- حبيب الكاظمي.
- صالح الورداني.
- خولة القزويني.

## اغلاقات الجمعية

### الاغلاق الاول
اغلقت الجمعية في فبراير/ شباط ،1984 وبعد التصويت على ميثاق العمل الوطني في فبراير 2001، أعادت الحكومة الترخيص لجمعية التوعية الإسلامية، وفي مارس  2001، كان وزير العمل والشئون الاجتماعية السابق عبدالنبي الشعلة، ضيفاً على الدراز، استقبله آنذاك عبدالواحد الشهابي (أول رئيس للجمعية في حقبتها الثانية)، وافتتحت الجمعية، ولتضع هذه اللحظة نقطة النهاية للإهمال الذي عاشه المقر واندثار مكتبتها وممتلكاتها بعد غلقها لمدة 17 عاماً. بعد ذلك، دعمت الجهات الرسمية إعادة بناء المقر الحديث الذي يقع عند مدخل الدراز..

### الاغلاق الثاني
قررت السلطات في 16 يونيو 2016 حل وتصفية جمعية التوعية الإسلامية، ضمن حملة اعتبرت الأعنف والأشرس على الطائفة الشيعية منذ سنوات، شملت (الحملة) إسقاط جنسية الزعيم الروحي للأغلبية الشيعية آية الله الشيخ عيسى قاسم وحل جمعية الوفاق الوطني الإسلامية كبرى الجمعيات السياسية المعارضة في البلاد.
وتم الغاء قرار الحل واعادة الجمعية في 9 يونيو 2022.

## مقالات ذات صلة
- عيسى أحمد قاسم

## وصلات خارجية
- الموقع الرسمي: جمعية التوعية الإسلامية الموقع الأخباري لجمعية التوعية الإسلامية